# 杉津駅
杉津駅（すいづえき）は、かつて福井県敦賀市杉津にあった日本国有鉄道（国鉄）北陸本線旧線の駅である。

## 概要
北陸本線の敦賀と福井の間の軌道の敷設に際し、地形を最大限に生かした山稜に沿った経路が選定された。なおかつ時代背景もあり、軍事上の利便を図るため、海岸沿いの山の斜面の中腹より敦賀湾を一望、監視する目的もあり、当時、港もなく国道も開通していない海抜200メートルのこの地に当駅が設置された。
そのような意図のもと敷設されたこの路線は25パーミル勾配とトンネルの連続する険しい区間となり、「北陸線の癌」と呼ばれる難所であった。土砂崩れ、雪崩で脱線、不通になることがしばしばあった。
乗客にとっても、この付近を走行中は蒸気機関車がもたらす煤だらけになるのが当然という状況であったが、その一方で山の緑を縫ってトンネルと鉄橋の連続する起伏に富んだ眺望の優れた路線でもあり、鉄道唱歌第4集北陸編の第65番でも「海のながめのたぐいなき　杉津をいでてトンネルに　入ればあやしやいつのまに　日はくれはてて暗（やみ）なるぞ」と歌われる景勝地ともなった。1909年（明治42年）9月、当時の駅の保線助手が駅長と相談して海岸側の貨物積み降ろし場に庭園を造成したところ、東宮（後の大正天皇）の北陸行啓に際して御乗用臨時列車（皇族を乗せる列車）にて当駅を通過の際、列車を止めさせて敦賀港の景色を眺めることになった。これを記念して、当時の神戸鉄道管理局長長谷川謹介の発案で工費700円を投じて庭園を改築し、1914年（大正3年）12月10日に完成した。
当駅は福井県、そして越前海岸唯一の海岸駅として、通勤通学以外にも海産物輸送、杉津海岸への海水浴客、臨海学校などの利用があり、特に夏休み期間は「海水浴場に歩いて行ける駅」として一大観光スポットとなる賑わいを見せていた。そのため、敦賀 - 今庄間の北陸本線線形改良案のうち、北陸トンネル開削案を除く全ての案では当駅は残されていた。
しかし、第二次世界大戦後は地域サービスよりも輸送力増強、スピードアップの要求が優先されたために北陸トンネルを擁する新線への切り替えが断行され、「北陸線屈指の車窓風景でございます」と車内アナウンスされていたほどの人気駅は消えることとなった。

## 歴史
- 1896年（明治29年）7月15日：国有鉄道 敦賀 - 福井間開通時に開業[1]。一般駅[1]。
- 1960年（昭和35年）8月1日：貨物・荷物の取扱を廃止（旅客駅となる）[1]。
- 1962年（昭和37年）6月2日：旧線廃線式が当駅にて執り行われる。
  - 6月9日：北陸トンネル開通に伴う線路付け替えにより営業終了[2]。 早朝、最終列車を見送った後、職員一同線路に下り立ち、レールに御神酒をかけ、別れの杯を交わす光景がアサヒ報道フィルムとして残存している。
  - 6月10日：廃止[1]。

## 駅構造
駅はトンネルに挟まれた立地に変則相対式ホーム3面4線（中央通過線を含む3線と海側1線）があった地上駅。各ホームに待合室があった。海側1線は待避線扱いで除雪車が専ら常駐していたようである。駅舎は更に海よりにあり、ふもとの海岸村からの道は学校の裏手より橋を渡って延びる一直線の石畳であった（現在は途中で途切れている）。
並走道路もないため不通時になると山あり谷ありのこの難所を線路伝いに徒歩移動しなければならなかった。

## 運行形態
敦賀 - 今庄間は険しい地形であるため、直通列車以外は金津 - 福井 - 今庄間で折り返す通勤列車も数多く存在した。
直通列車でも普通列車以外は新保駅、大桐駅ともども通過する場合が多かったが当駅のみ停車する系統もみられた。

## 駅跡地
跡地は、1980年（昭和55年）に開設された北陸自動車道の上り線の杉津PAに転用され、鉄道関連商品を販売するコーナーが設置されている。
北陸トンネル開通に際しては、新線から遠く離れてしまったため郷津駅同様代替駅は設けられず、代替バス路線も海岸回りであった。

## 隣の駅
日本国有鉄道
北陸本線
新保駅 - （葉原信号場） - 杉津駅 - （山中信号場） - 大桐駅
- 敦賀 - 今庄間の旧線は、深山信号場と当駅を除いていずれもスイッチバック型の構内設備を有していた。新保・杉津・大桐・今庄各駅の標高はさほど変わらないのだが、途中の起伏がいかにきついかを物語っている。